# 烏列夫特湖
55°25′47″N 61°24′16″E / 55.4297°N 61.4044°E
烏列夫特湖（俄语：Урефты），是俄羅斯的湖泊，位於該國西南部，由車里雅賓斯克州負責管轄，面積8.72平方公里，該湖泊平均水深3至4米，最大水深6米。